# Anthony Delon
Anthony Delon (Los Angeles, 30 settembre 1964) è un attore francese.

## Biografia
Figlio dell'attore Alain Delon e di Nathalie Delon, ha seguito le orme dei genitori nella recitazione. Il 27 giugno 2006 ha sposato Sophie Clerico, dalla quale ha avuto due figli. Da una precedente relazione ha invece avuto Alyson Le Borges, nata nel 1986.

## Filmografia
- Una spina nel cuore, regia di Alberto Lattuada (1986)
- Cronaca di una morte annunciata, regia di Francesco Rosi (1987)
- La femme fardée, regia di José Pinheiro (1990)
- Sup de fric, regia di Christian Gion (1992)
- La verità sull'amore (La Vérité si je mens!), regia di Thomas Gilou (1997)
- Deserto di fuoco, regia di Enzo G. Castellari – miniserie TV (1997)
- Petite copine, regia di Rodolphe Balaguer (2000)
- Jeu de cons, regia di Jean-Michel Verner (2001)
- Danse avec lui, regia di Valérie Guignabodet (2007)
- Mensch, regia di Steve Suissa (2009)
- Paris Connections, regia di Harley Cockeliss (2010)
- Polisse, regia di Maïwenn Le Besco (2011)
- Matrimonio rosso sangue (Alliances rouge sang), regia di Marc Angelo (2016)